# بیمارستان کونات
بیمارستان کونات (به لاتین: Connaught Hospital) یک بیمارستان در سیرالئون است که در سیرالئون واقع شده‌است.